# Zlatý pohár CONCACAF 2017
Zlatý pohár CONCACAF 2017 byl 14. turnajem Zlatého poháru CONCACAF a 24. kontinentálním mistrovstvím zemí sdružených fotbalovou asociací CONCACAF pořádaným od 8. do 27. července 2017 v USA. Šampionem se stal domácí národní tým Spojených států, který porazil ve finále výběr Jamajky 2:1. Třetí místo obsadily reprezentace Kostariky a Mexika.
Vítězný tým turnaje, Spojené státy americké, měl hrát proti vítězi Zlatého poháru CONCACAF 2019 o Pohár CONCACAF 2019 a zároveň o místo na Konfederačním poháru FIFA 2021, avšak FIFA Konfederační pohár zrušila.

## Pořadatelská města
Turnaj se odehrával na 14 stadionech ve 14 amerických městech. Stadiony byly oznámeny 19. prosince 2016. Finále bylo přiděleno na Levi's Stadium v kalifornském městě Santa Clara 1. února 2017.
- Arlington, Texas
- Cleveland, Ohio
- Denver, Colorado
- Frisco, Texas
- Glendale, Arizona
- Harrison, New Jersey
- Houston, Texas
- Nashville, Tennessee
- Pasadena, Kalifornie
- Philadelphia, Pensylvánie
- San Antonio, Texas
- San Diego, Kalifornie
- Santa Clara, Kalifornie
- Tampa, Florida

## Základní skupiny
Všechny časy začátků zápasů jsou zapsány v atlantickém letním čase (UTC−4).
Nejlepší 2 týmy z každé skupiny se kvalifikovaly do čtvrtfinále. K nim se pak přidaly dva nejlepší z týmů na třetích místech.

### Rozhodovací matice pro pořadí ve skupině
Pořadí ve skupině bylo určeno dle těchto kritérií:
1. Počet bodů získaných v zápasech ve skupinách
2. Rozdíl skóre ze všech zápasů
3. Vyšší počet vstřelených branek ve všech zápasech
4. Vyšší počet získaných bodů ve vzájemných zápasech
5. Los

### Skupina A
| Tým                | Z | V | R | P | VG | IG | +/− | B |
| ------------------ | - | - | - | - | -- | -- | --- | - |
| Kostarika          | 3 | 2 | 1 | 0 | 5  | 1  | +4  | 7 |
| Kanada             | 3 | 1 | 2 | 0 | 5  | 3  | +2  | 5 |
| Honduras           | 3 | 1 | 1 | 1 | 3  | 1  | +2  | 4 |
| Francouzská Guyana | 3 | 0 | 0 | 3 | 2  | 10 | −8  | 0 |

### Skupina B
| Tým       | Z | V | R | P | VG | IG | +/− | B |
| --------- | - | - | - | - | -- | -- | --- | - |
| USA       | 3 | 2 | 1 | 0 | 7  | 3  | +4  | 7 |
| Panama    | 3 | 2 | 1 | 0 | 6  | 2  | +4  | 7 |
| Martinik  | 3 | 1 | 0 | 2 | 4  | 6  | −2  | 3 |
| Nikaragua | 3 | 0 | 0 | 3 | 1  | 7  | −6  | 0 |

### Skupina C
| Tým      | Z | V | R | P | VG | IG | +/− | B |
| -------- | - | - | - | - | -- | -- | --- | - |
| Mexiko   | 3 | 2 | 1 | 0 | 5  | 1  | +4  | 7 |
| Jamajka  | 3 | 1 | 2 | 0 | 3  | 1  | +2  | 5 |
| Salvador | 3 | 1 | 1 | 1 | 4  | 4  | 0   | 4 |
| Curaçao  | 3 | 0 | 0 | 3 | 0  | 6  | −6  | 0 |

### Pořadí týmů na třetích místech
| Tým          | Z | V | R | P | VG | IG | +/− | B |
| ------------ | - | - | - | - | -- | -- | --- | - |
| Honduras (A) | 3 | 1 | 1 | 1 | 3  | 1  | +2  | 4 |
| Salvador (C) | 3 | 1 | 1 | 1 | 4  | 4  | 0   | 4 |
| Martinik (B) | 3 | 1 | 0 | 2 | 4  | 6  | −2  | 3 |

## Play-off

### Čtvrtfinále
| 19. července 2017 19:00 |        |        |                                       |
| Kostarika               | 1:0    | Panama | Lincoln Financial Field, Philadelphia |
| Godoy 77' (vl.)         | Report |        | Lincoln Financial Field, Philadelphia |

| 19. července 2017 21:00      |        |          |                                                      |
| USA                          | 2:0    | Salvador | Lincoln Financial Field, Philadelphia diváci: 31 615 |
| O. Gonzalez 41' Lichaj 45+2' | Report |          | Lincoln Financial Field, Philadelphia diváci: 31 615 |

| 20. července 2017 19:30 |        |             |                                         |
| Jamajka                 | 2:1    | Kanada      | University of Phoenix Stadium, Glendale |
| Francis 6' Williams 50' | Report | Hoilett 61' | University of Phoenix Stadium, Glendale |

| 20. července 2017 22:30 |        |          |                                                        |
| Mexiko                  | 1:0    | Honduras | University of Phoenix Stadium, Glendale diváci: 37 404 |
| Pizarro 4'              | Report |          | University of Phoenix Stadium, Glendale diváci: 37 404 |

### Semifinále
| 22. července 2017 22:00 |        |                           |                                      |
| Kostarika               | 0:2    | USA                       | AT&Stadium, Arlington diváci: 45 516 |
|                         | Report | Altindore 72' Dempsey 82' | AT&Stadium, Arlington diváci: 45 516 |

| 23. července 2017 21:00 |        |              |                                    |
| Mexiko                  | 0:1    | Jamajka      | Rose Bowl, Pasadena diváci: 42 393 |
|                         | Report | Lawrence 88' | Rose Bowl, Pasadena diváci: 42 393 |

### Finále
| 26. července 2017 21:30 |        |            |                                                                   |
| USA                     | 2:1    | Jamajka    | Levi's Stadium, Santa Clara diváci: 63 032 rozhodčí: Walter López |
| Altidore 45' Morris 88' | Report | Watson 50' | Levi's Stadium, Santa Clara diváci: 63 032 rozhodčí: Walter López |

## Ocenění

### Nejlepší hráč turnaje
Nejlepším hráčem turnaje byl zvolen Michael Bradley z USA.

### Nejlepší jedenáctka turnaje
Nejlepší jedenáctku turnaje zvolila technická komise takto:
| Brankář       | Obránci                                                          | Záložníci                                                             | Útočníci                        |
| ------------- | ---------------------------------------------------------------- | --------------------------------------------------------------------- | ------------------------------- |
| - Andre Blake | - Graham Zusi - Omar Gonzalez - Jermaine Taylor - Kemar Lawrence | - Darlington Nagbe - Jesús Dueñas - Michael Bradley - Alphonso Davies | - Jozy Altidore - Jordan Morris |